# Serie C 2014-2015 (hockey su ghiaccio)
La Serie C 2014-2015 è stato il terzo ed ultimo livello del Campionato italiano di hockey su ghiaccio giocato nella stagione 2014-2015. Il campionato era organizzato dai comitati regionali della FISG di Lombardia, Piemonte e Valle d'Aosta.

## Squadre
Le squadre iscritte sono state le medesime della stagione precedente della serie C Interregionale.
| Ambrosiana        | Lombardia   | Milano                  |
| Aosta Gladiators  | Val D'Aosta | Aosta                   |
| Diavoli Rossoneri | Lombardia   | Sesto San Giovanni (MI) |
| Pinerolo          | Piemonte    | Pinerolo (TO)           |
| Real Torino       | Piemonte    | Torino                  |
| Torino Bulls      | Piemonte    | Torino                  |

## Formula
Le squadre si sono affrontate in un girone di andata e ritorno. Al termine di questo girone, viene giocato un ulteriore girone di sola andata, valido sia per l'assegnazione della Coppa dei Comitati che ai fini del campionato. Al termine della stagione regolare, le prime 4 classificate si sono qualificate per i play-off.
Le semifinali e la finale si sono giocate in gara unica.

## Stagione regolare

### Classifica del campionato
La classifica al termine del girone di andata e ritorno fu la seguente:
| Pos. | Squadra           | Pt | G  | V | VOT | POT | P  | GF | GS |
| ---- | ----------------- | -- | -- | - | --- | --- | -- | -- | -- |
| 1.   | Aosta Gladiators  | 25 | 10 | 8 | 0   | 1   | 1  | 46 | 22 |
| 2.   | Real Torino       | 24 | 10 | 7 | 1   | 1   | 1  | 68 | 28 |
| 3.   | Pinerolo          | 18 | 10 | 6 | 0   | 0   | 4  | 63 | 30 |
| 4.   | Diavoli Rossoneri | 17 | 10 | 5 | 1   | 0   | 4  | 52 | 51 |
| 5.   | Torino Bulls      | 6  | 10 | 2 | 0   | 0   | 8  | 19 | 59 |
| 6.   | Ambrosiana        | 0  | 10 | 0 | 0   | 0   | 10 | 12 | 70 |

### Classifica Coppa dei Comitati
Il Real Torino HC si è aggiudicato la Coppa dei Comitati:
| Pos. | Squadra           | Pt | G | V | VOT | POT | P | GF | GS |
| ---- | ----------------- | -- | - | - | --- | --- | - | -- | -- |
| 1.   | Real Torino       | 13 | 5 | 4 | 0   | 1   | 0 | 26 | 8  |
| 2.   | Pinerolo          | 11 | 5 | 3 | 1   | 0   | 1 | 28 | 15 |
| 3.   | Aosta Gladiators  | 9  | 5 | 3 | 0   | 0   | 2 | 16 | 25 |
| 4.   | Torino Bulls      | 6  | 5 | 2 | 0   | 0   | 3 | 16 | 20 |
| 5.   | Diavoli Rossoneri | 3  | 5 | 1 | 0   | 0   | 4 | 10 | 22 |
| 6.   | Ambrosiana        | 0  | 5 | 0 | 0   | 0   | 5 | 4  | 34 |

Note:
Nell'incontro tra Diavoli Rossoneri e Aosta del 1 febbraio 2015, entrambe le squadre schierarono giocatori tesserati irregolarmente, ed il giudice sportivo sancì per entrambe le squadre la sconfitta a tavolino per 0-5.

### Classifica complessiva
| Pos. | Squadra           | Pt | G  | V  | VOT | POT | P  | GF | GS |
| ---- | ----------------- | -- | -- | -- | --- | --- | -- | -- | -- |
| 1.   | Real Torino       | 37 | 15 | 11 | 1   | 2   | 1  | 94 | 36 |
| 2.   | Aosta Gladiators  | 34 | 15 | 11 | 0   | 1   | 3  | 67 | 38 |
| 3.   | Pinerolo          | 29 | 15 | 9  | 1   | 0   | 5  | 91 | 45 |
| 4.   | Diavoli Rossoneri | 20 | 15 | 4  | 0   | 0   | 11 | 35 | 79 |
| 5.   | Torino Bulls      | 12 | 15 | 4  | 0   | 0   | 11 | 35 | 79 |
| 6.   | Ambrosiana        | 0  | 15 | 0  | 0   | 0   | 15 | 16 | 97 |

## Play-off

### Tabellone
|  | Semifinali | Semifinali        | Semifinali |                  |   | Finale      | Finale | Finale |  |
|  |            |                   |            |                  |   |             |        |        |  |
|  | 1          | Real Torino       | 9          |                  |   |             |        |        |  |
|  | 1          | Real Torino       | 9          |                  |   |             |        |        |  |
|  | 4          | Diavoli Rossoneri | 3          |                  |   |             |        |        |  |
|  | 4          | Diavoli Rossoneri | 3          |                  | 1 | Real Torino | 2      |        |  |
|  |            |                   |            |                  | 1 | Real Torino | 2      |        |  |
|  |            |                   | 2          | Aosta Gladiators | 3 |             |        |        |  |
|  | 2          | Aosta Gladiators  | 2          | Aosta Gladiators | 3 | 3           |        |        |  |
|  | 2          | Aosta Gladiators  |            |                  |   |             |        |        |  |
|  | 3          | Pinerolo          | 1          |                  |   |             |        |        |  |

Legenda:
†: partita terminata ai tempi supplementari; ‡: partita terminata ai tiri di rigore

### Finale
| Torino 10 aprile 2015, ore 20:30 | Real Torino                  | 2 – 3 (0:1; 0:2; 2:0) referto referto 2 | Aosta Gladiators | Palaghiaccio Tazzoli\| Arbitri: \| Mauro Scanacapra Mauro Costa \| |
| Arbitri:                         | Mauro Scanacapra Mauro Costa |                                         |                  |                                                                    |